# Croix de cimetière de Médréac
La croix de cimetière de Médréac est une croix monumentale située dans le cimetière de Médréac, dans le département français d'Ille-et-Vilaine en région Bretagne.

## Historique
La croix date du XVIe siècle et fait l’objet d’un classement au titre des monuments historiques depuis le 23 février 1912.

## Description et architecture

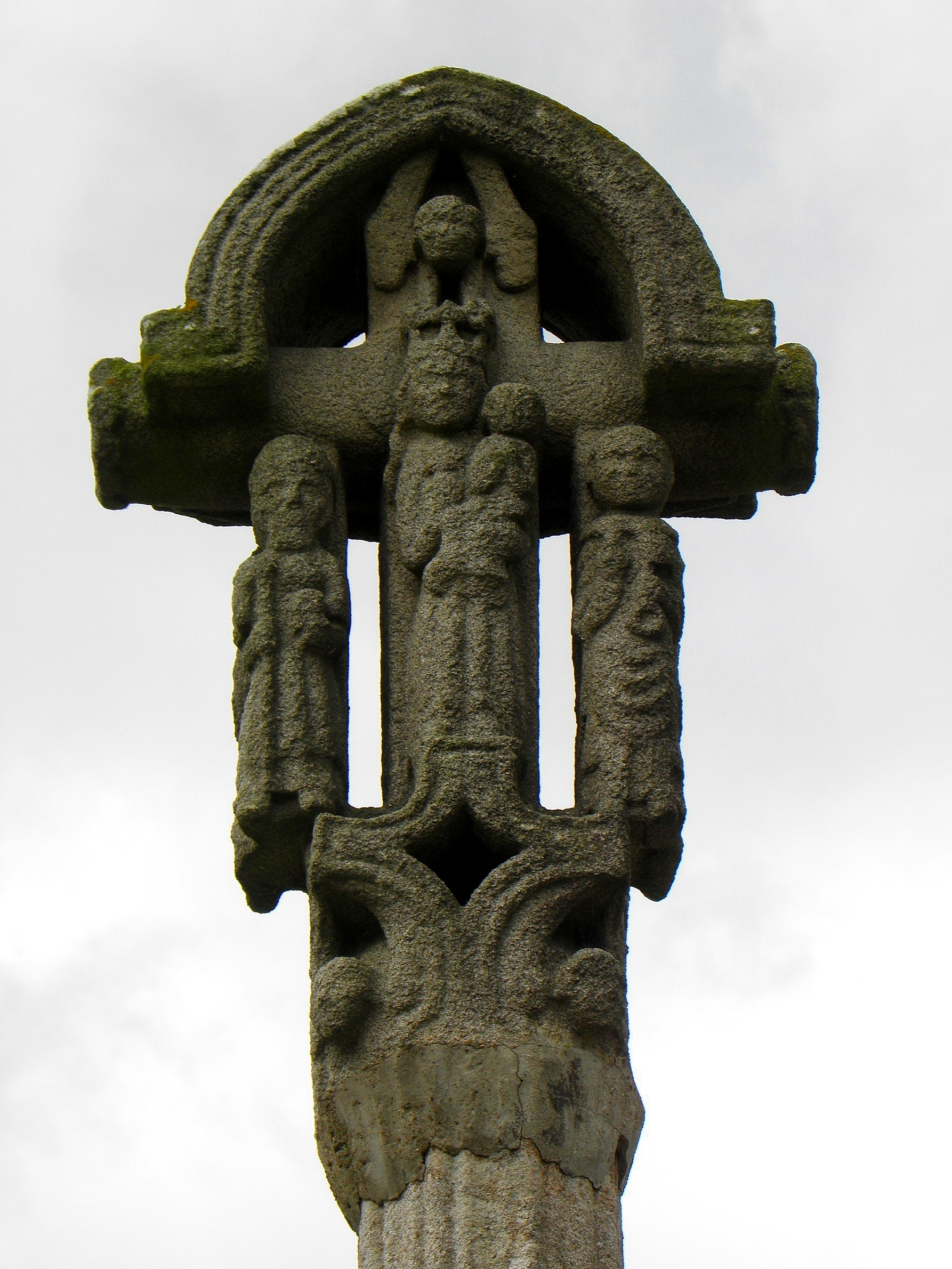
Face ouest de la croix. Vierge à l'Enfant entre les deux apôtres saint Jean l'Évangéliste et saint Pierre.